# David McCreery
David McCreery (* 16. September 1957 in Belfast) ist ein ehemaliger nordirischer Fußballspieler und -trainer. Mit der nordirischen Nationalmannschaft nahm er an den Weltmeisterschaften 1982 und 1986 teil. Nach seiner Spielerkarriere trainierte er Carlisle United und Hartlepool United.

## Spielerkarriere

### Manchester United (1974–1979)
David McCreery debütierte in der Saison 1974/75 für Manchester United. Nach dem Aufstieg in die erste Liga am Ende der Saison erreichte United um McCreery (28 Ligaspiele/4 Tore) in der Football League First Division 1975/76 den dritten Tabellenplatz. Neben der guten Ligaplatzierung zog der Verein ins Finale des FA Cup 1975/76 ein, verlor die Finalpartie jedoch gegen den FC Southampton mit 0:1. Der 18-jährige McCreery wurde in der 66. Minute eingewechselt. Noch besser agierte die Mannschaft von Trainer Tommy Docherty im FA Cup 1976/77. Nach Treffern von Stuart Pearson und Jimmy Greenhoff bei einem Gegentreffer von Jimmy Case gewann United mit 2:1 gegen den FC Liverpool. David McCreery kam erneut nach einer Einwechslung zum Einsatz.

### QPR und Tulsa Roughnecks (1979–1982)
Nach zuletzt reduzierten Einsatzzeiten bei United wechselte er im Sommer 1979 zu den Queens Park Rangers. Bei dem Zweitligisten erspielte er sich schnell einen Stammplatz, verpasste jedoch als Fünfter den Aufstieg in die First Division. 1981 wechselte er in die nordamerikanische NASL zu den Tulsa Roughnecks. In zwei Spielzeiten bestritt er insgesamt fünfundvierzig Ligaspiele, ehe er im Oktober 1982 nach England zurückkehrte.

### Newcastle United (1982–1989)
Mit seinen Mitspielern Kevin Keegan, Chris Waddle und Peter Beardsley führte er Newcastle United im zweiten Jahr zum Aufstieg in die erste Liga. Nach dem Klassenerhalt in der Football League First Division 1984/85 fand sich der Verein um Stammspieler David McCreery in den Folgejahren zumeist im Tabellenmittelfeld wieder, ehe Newcastle 1988/89 als Tabellenletzter in die zweite Liga abstieg.
Nach weiteren Stationen bei GIF Sundsvall, Heart of Midlothian, Hartlepool United und Coleraine FC, übte er bei seinen beiden letzten Vereinen Carlisle United und Hartlepool United die Position des Spielertrainers aus.

### Nordirische Nationalmannschaft (1976–1990)
David McCreery debütierte am 8. Mai 1976 für die nordirische Nationalmannschaft bei einer 0:3-Niederlage in Schottland. 1982 wurde er von Nationaltrainer Billy Bingham in den nordirischen WM-Kader für die Fußball-Weltmeisterschaft 1982 in Spanien nominiert und bestritt alle drei Gruppenspiele. Nach dem überraschenden Gruppensieg vor Gastgeber Spanien kam er auch in den beiden Gruppenspielen der Zwischenrunde zum Einsatz, schied mit seiner Mannschaft nach einem 2:2 gegen Österreich und einer 1:4-Niederlage gegen Frankreich jedoch aus dem Turnier aus.
Vier Jahre später wurde er erneut in den nordirischen WM-Kader nominiert und in den drei Gruppenspielen eingesetzt. Nordirland schied als Tabellendritter nach der Gruppenphase (1:1 gegen Algerien, 1:2 gegen Spanien und 0:3 gegen Brasilien) aus der WM 1986 aus. 

## Trainerkarriere
Am 29. September 1992 übernahm er den Posten des Spielertrainers beim Viertligisten Carlisle United. In der Saison 1994/95 trainierte er den ebenfalls in der Football League Third Division spielenden Verein Hartlepool United.